# (32095) 2000 KG38
2000 KG38 (asteroide 32095) é um asteroide da cintura principal. Possui uma excentricidade de 0.06635680 e uma inclinação de 4.24889º.
Este asteroide foi descoberto no dia 24 de maio de 2000 por Spacewatch em Kitt Peak.